# Bactrocera apicofuscans
Bactrocera apicofuscans
 es una especie de díptero que Tsuruta y White describieron por primera vez en 2001. Bactrocera apicofuscans pertenece al género Bactrocera de la familia Tephritidae.